# Saúl Álvarez
Santos Saúl "Canelo" Álvarez Barragán (phát âm tiếng Tây Ban Nha: [saˈul ˈalβaɾes]; biệt danh: Canelo; sinh ngày 18 tháng 7 năm 1990) là một võ sĩ Quyền Anh chuyên nghiệp người México. Anh là nhà vô địch Quyền Anh thế giới ở bốn hạng cân gồm hạng dưới trung (light middleweight), hạng trung (middleweight), hạng siêu trung (super middleweight), và hạng dưới nặng (light heavyweifht), và là nhà vô địch thống nhất danh hiệu ở ba trong bốn hạng cân đó. Álvarez hiện là nhà vô địch thống nhất thế giới không thể tranh cãi hạng siêu trung, đang nắm giữ toàn diện đai WBA Super, WBC, The Ring từ năm 2020, WBO kể từ tháng 5 và IBF từ tháng 11 năm 2021, trở thành võ sĩ thứ 6 trong lịch sử Quyền Anh nắm giữ đồng thời 4 đai vô địch lớn nhất thế giới.
Álvarez được biết đến như một võ sĩ phản đòn xuất chúng, nổi tiếng với khả năng khai thác những kẽ hở trong hệ thống phòng thủ của đối thủ, vừa di chuyển linh hoạt né các đòn tấn công của đối thủ lẫn phản công ngược trở lại. Anh còn được biết đến là một võ sĩ đáng gờm ở kỹ thuật tấn công cơ thể đối thủ, nhất là điểm yếu bộ phận gan trong giao chiến. Tính đến tháng 6 năm 2021, Álvarez được xếp hạng là võ sĩ Quyền Anh năng động xuất chúng nhất thế giới, tính theo P4P (pound for pound) bởi BoxRec; The Ring; Hiệp hội Nhà văn Quyền Anh Hoa Kỳ; TBRB; bên cạnh đó ESPN, The Ring, TBRB, và ESPN xếp hạng anh là võ sĩ hạng siêu trung tích cực và xuất sắc nhất thế giới.

## Xuất thân và giai đoạn đầu
Saúl Álvarez sinh ngày 18 tháng 7 năm 1990 tại ngoại ô Guadalajara, Jalisco, México, gia đình anh có nguyên quán ở Los Reyes, Michoacán. Năm 1995, gia đình anh chuyển đến ngôi nhà hiện tại của họ ở Juanacatlán, Jalisco. Anh lớn lên trong trang trại của gia đình, học cưỡi ngựa và vẫn tiếp tục liên hệ với bộ môn này cho đến ngày nay. Álvarez là con út trong gia đình có tám người con, trong đó có bảy người là con trai; tất cả các anh trai của anh cũng trở thành võ sĩ chuyên nghiệp. Trong số những người anh em của ồng, có các võ sĩ hạng bán trung Ramón Álvarez, Ricardo Álvarez và cựu vô địch WBA thế giới tạm thời, Rigoberto Álvarez.
Biệt danh phổ biến của ông: Canelo trong tiếng Tây Ban Nha là từ nam tính của loài quế, cũng là biệt danh phổ biến của những người có tóc đỏ. Mẹ của anh là Ana Maria cũng có mái tóc đỏ. Ở México, người ta thường liên tưởng mái tóc đỏ với những người lính Ireland chiến đấu cho México trong Tiểu đoàn Saint Patrick trong Chiến tranh Hoa Kỳ – Mexico. Về tổ tiên của mình, Álvarez từng nói rằng tổ tiên của anh cũng có một phần dòng máu từ Ireland. Khi còn nhỏ, anh từng bị bắt nạt khá thường xuyên và được gọi là "Jícama con Chile", có nghĩa là cây củ đậu với ớt bào – một món ăn nhẹ phổ biến ở México.
Álvarez bắt đầu tập Quyền Anh khi 13 tuổi, sau khi chứng kiến người anh trai Rigoberto ra mắt với tư cách là một võ sĩ chuyên nghiệp. Năm 2004, anh giành Huy chương Bạc tại Giải vô địch thiếu niên quốc gia México, được tổ chức tại Sinaloa. Anh trở thành nhà vô địch Quyền Anh thiếu niên quốc gia México năm 2005 tại Tuxtla Gutiérrez, Chiapas, khi mới 15 tuổi. Thành tích nghiệp dư của anh là 44–2 với 12 lần KO.

## Sự nghiệp chuyên nghiệp

### Thời kỳ đầu

Canelo gặp gỡ Tổng thống México Enrique Peña Nieto năm 2013.

Álvarez chuyển sang chuyên nghiệp năm 15 tuổi, ngay sau khi vô địch giải México Junior Nationals, một nguyên nhân chủ yếu là bởi vì các huấn luyện viên của anh vào thời điểm đó, tức cha con Chepo và Eddy Reynoso, cho rằng không thể tìm được đối thủ trẻ, nghiệp dư thích hợp cho anh. Trong 19 tháng đầu tiên thi đấu chuyên nghiệp, anh đã đánh bại 13 đối thủ, 11 trận KO được ghi nhận, tất cả đều lớn tuổi hơn khá đáng kể. Tuy nhiên, anh cả Reynoso của anh đã tuyên bố vào năm 2013 rằng Álvarez đã thi đấu thêm mười trận nữa trong khoảng thời gian đó, giành chiến thắng tất cả bằng KO, nhưng những trận đấu này (tất cả đều ở các địa điểm nhỏ ở bang Nayarit, México) không được ghi chép chính thức, không liệt kê được vào hồ sơ. Nếu chứng minh được vấn đề này thì kỷ lục thực tế của anh sẽ là 66–1–2 với 48 lần hạ đo ván. Cân nặng của anh dao động trong ba năm thi đấu chuyên nghiệp giai đoạn đầu xoay quanh 140 lbs (63 kg) trước khi chuyển sang 147 lbs (67 kg).
Trận đấu chính thức thứ ba trong sự nghiệp của Álvarez là chiến thắng trước nhà vô địch hạng nhẹ IBF tương lai Miguel Vázquez vào ngày 20 tháng 1 năm 2006, tại quê nhà Guadalajara, Jalisco. Vào ngày 28 tháng 6 năm 2008, Álvarez đánh bại Vázquez một lần nữa trong một trận tái đấu. Anh cũng đã làm nên lịch sử thế giới với việc tạo dựng thẻ thi đấu với tất cả sáu người anh em của mình, thi đấu trong cùng một đêm, với Canelo là người trẻ nhất. Tiếc nuối duy nhất là ba trong số họ không thể giành được chiến thắng trong trận ra mắt chuyên nghiệp, bốn anh em kinh nghiệm hơn đã chiến thắng. Vào ngày 6 tháng 3 năm 2010, anh đã thắng KO ở hiệp ba trước Brian Camechis ở Tuxtla Gutiérrez, Chiapas, rồi sau đó đánh bại José Cotto trong chuỗi sự kiện Floyd Mayweather Jr. v. Shane Mosley để bảo vệ đai WBA hạng bán trung Bắc Mỹ.

### Hạng dưới trung

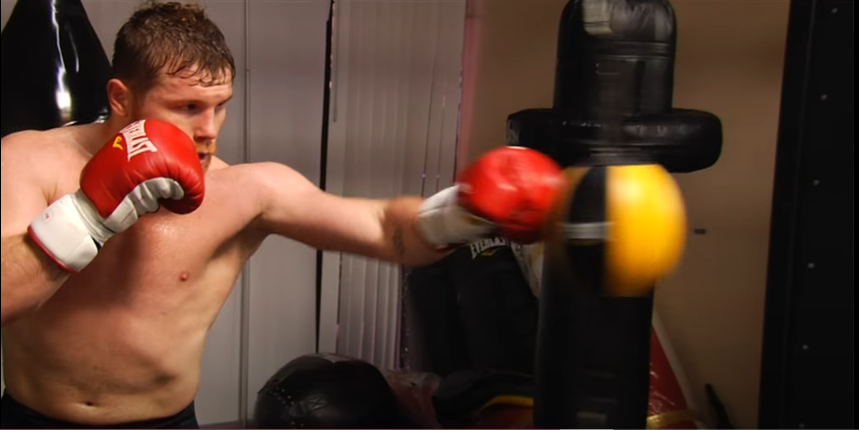
Canelo tập luyện với đòn jab.

Ngày 10 tháng 7 năm 2010, Álvarez hạ gục kỹ thuật (TKO) ở hiệp sáu ấy trước Luciano Leonel Cuello và giành đai WBC Silver hạng dưới trung được tổ chức tại Vicente Fernández Arena. Trong cuộc phỏng vấn sau cuộc chiến, ca sĩ nổi danh người México Vicente Fernández đã tặng Álvarez một con ngựa. Anh cũng được Thị trưởng Tepic, nơi Álvarez thỉnh thoảng tập huấn cho một con ngựa. Sau đó, anh đối đầu với cựu vô địch WBC hạng bán trung Carlos Baldomir tại Trung tâm Staples ở Los Angeles, California, trong trận Shane Mosley v. Sergio Mora. Baldomir đã tuyên bố trong một cuộc phỏng vấn trước trận đấu rằng anh ta muốn người chiến thắng trong trận Mora vs. Mosley, khẳng định sẽ hạ gục El Canelo. Baldomir nặng 69 kg khi cân, vượt qua điều khoản cân nặng trong hợp đồng. Ở California, nếu một võ sĩ thừa cân thì sẽ bị phạt 20% số tiền của mình và phần trăm đó được chia cho võ sĩ khác. Tuy nhiên, Álvarez từ chối nhận thêm 12.000 USD từ Baldomir. Trong trận, ở hiệp thứ sáu, Álvarez tung một đòn hiểm đánh ngã Baldomir, thắng KO. Với chiến thắng này, Álvarez trở thành võ sĩ thứ hai hạ đo ván Carlos Baldomir. Álvarez sau đó đã bảo vệ thành công danh hiệu hạng dưới trung của mình bằng quyết định đồng thuận trước cựu vô địch thế giới Lovemore N'dou tại Veracruz. Điểm lần lượt là 119–109, 120–108 và 120–108 nghiêng về Canelo.

#### WBC light middleweight
Vào ngày 5 tháng 3 năm 2011, Álvarez đánh bại nhà vô địch hạng bán trung châu Âu Matthew Hatton thông qua quyết định đồng thuận, giành đai WBC hạng dưới trung. Trận đấu đã được truyền hình trên HBO và diễn ra tại Trung tâm Honda ở Anaheim, California. Cả ba trọng tài đều chấm điểm cho trận đấu là 119–108 nghiêng về Álvarez, đạt tỷ lệ đòn đánh chính xác 47% trong tổng số 626 cú đấm, bao gồm 53% cú đấm lực sát thương lớn. Hatton đạt 25% trong tổng số 546 cú đánh của mình, trận đấu thu hút trung bình 1,4 triệu người xem trên HBO.
Álvarez đã bảo vệ thành công danh hiệu WBC mới được trao của mình trước võ sĩ hạng 4 hạng dưới trung The Ring, đương kim vô địch châu Âu Ryan Rhodes. Anh thắng TKO ở hiệp 12, trận ngày 18 tháng 6 năm 2011, tại Guadalajara, Jalisco. Trận đấu thu hút trung bình 1,6 triệu người xem trên HBO. Vào ngày 17 tháng 9 năm 2011, Álvarez đã bảo vệ thành công danh hiệu WBC trước đối thủ cạnh tranh Alfonso Gómez tại Trung tâm Staples ở Los Angeles, giành chiến thắng TKO ở hiệp 6. Gómez đã thắng phần lớn trong năm hiệp đầu tiên sau khi Álvarez đánh ngã anh ở hiệp 1. Álvarez chờ đợi và tung cú đánh kết liễu ở hiệp 6.

#### Álvarez v. Cintrón và Mosley
Álvarez đánh bại Kermit Cintrón, võ sĩ người Puerto Rico, cựu vô địch hạng bán trung qua TKO ở hiệp 5. Anh sử dụng chiến thuật chậm rãi qua ba hiệp đầu tiên để đánh lừa đối thủ Cintrón, trước khi tấn công dồn dập bằng những cú vào cơ thể và đòn đấm số 2 ở hiệp thứ tư. Anh đã đánh ngã Cintrón một lần và khiến anh ta gặp rắc rối ở cuối hiệp, nhưng Cintrón đã thoát khỏi uy hiếp bởi tiếng chuông hết giờ. Trong hiệp thứ năm, Álvarez sử dụng chuỗi kỹ thuật phối hợp, duy trì tình hình chế ngự bằng nhiều đòn tay phải cực mạnh và giành chiến thắng vượt trội. Trận đấu thu hút trung bình 1,5 triệu người xem trên HBO: Boxing After Dark. Richard Schaefer thông báo rằng trận đấu tiếp theo của Álvarez sẽ diễn ra cùng chuỗi sự kiện Miguel Cotto v. Floyd Mayweather Jr. tại MGM Grand Garden Arena. Vào ngày 11 tháng 2 năm 2012, Shane Mosley được công bố là đối thủ tiếp theo của Álvarez vào tháng 5 cho đai hạng dưới trung WBC, và Álvarez đánh bại Mosley thông qua quyết định đồng thuận sau 12 hiệp.

#### Álvarez v. López
Álvarez ban đầu được sắp xếp để đấu với người đứng top đầu hạng dưới trung The Ring và cựu vô địch hạng bán trung Paul Williams vào ngày 15 tháng 9 năm 2012. Tuy nhiên, vào ngày 27 tháng 5 năm 2012, một vụ tai nạn mô tô ở bang Georgia của Mỹ đã khiến Williams bị tê liệt từ thắt lưng trở xuống, kết thúc sự nghiệp Quyền Anh của anh. Các đối thủ có thể có của Álvarez cho trận đấu tháng 9 của anh là James Kirkland, Austin Trout, Delvin Rodriguez và đáng chú ý nhất là Victor Ortiz. Álvarez đã được lên kế hoạch để bảo vệ danh hiệu của mình trước cựu vô địch hạng bán trung Victor Ortiz trong sự kiện chính (PPV) của Showtime có tên là Knockout Kings tại MGM Grand Garden Arena. Tuy nhiên, vào ngày 23 tháng 6, Ortiz đã thua Josesito López trong trận đấu được cho là tiền đề tại Trung tâm Staples ở Los Angeles, khiến lịch thi đấu của Canelo cũng bị dừng. Để thay thế, López được xếp đối đầu với Canelo tại MGM Grand vào ngày 15 tháng 9, để giành đai WBC hạng dưới trung của Álvarez. Álvarez thắng trận TKO ở hiệp 5 sau khi áp đảo López từ đầu đến cuối, bất bại và nâng thành tích lên 41–0–1. Trận đấu đạt trung bình 1,04 triệu trên Showtime, Canelo kiếm được 2 triệu USD và López thu được ít hơn là 212.500 USD.

#### Álvarez v. Trout
Trận chiến tiếp theo của anh diễn ra vào ngày 20 tháng 4 năm 2013, tại Alamodome ở San Antonio, Texas đối đầu Austin Trout. Trận đấu ban đầu được cho là sẽ diễn ra vào cuối tuần Cinco de Mayo cùng với trận Floyd Mayweather Jr. v. Robert Guerrero, tuy nhiên, do bất đồng thỏa thuận giữa Álvarez và Mayweather liên quan đến tiềm năng trận đấu của họ vào ngày 14 tháng 9 năm 2013, Álvarez đã chọn trận của chính mình để thay thế. Trước sự chứng kiến của 39.247 người hâm mộ, Álvarez đã bảo vệ thành công đai WBC hạng dưới nặng của mình và giành được cả đai WBA (Regular) và The Ring từ đối thủ. Trong trận, ở vài hiệp đầu tiên, Trout dường như có ưu thế. Tuy nhiên, sức mạnh của Álvarez đã chiếm ưu thế sau hiệp 3, cuối cùng hạ gục Trout ở hiệp 7, đây cũng là lần đầu tiên Trout bị đánh gục. Álvarez thiết lập hạ gục bằng cú đánh cơ bản số 1, sau đó là đòn thẳng tay phải. Cả ba phiếu điểm của ban giám khảo đều nghiêng về Álvarez với cách biệt 115–112 từ trọng tài người Philippines Rey Danseco, 116–111 từ giám khảo Oren Shellenberger của Texas, và 118–109 từ trọng tài Nam Phi Stanley Christodoulou. Mặc dù bảng điểm cuối cùng 118–109 tạo ra tranh cãi, phần lớn các nhà phân tích thể thao cho rằng Álvarez giành chiến thắng hiển nhiên.

#### Álvarez v. Mayweather

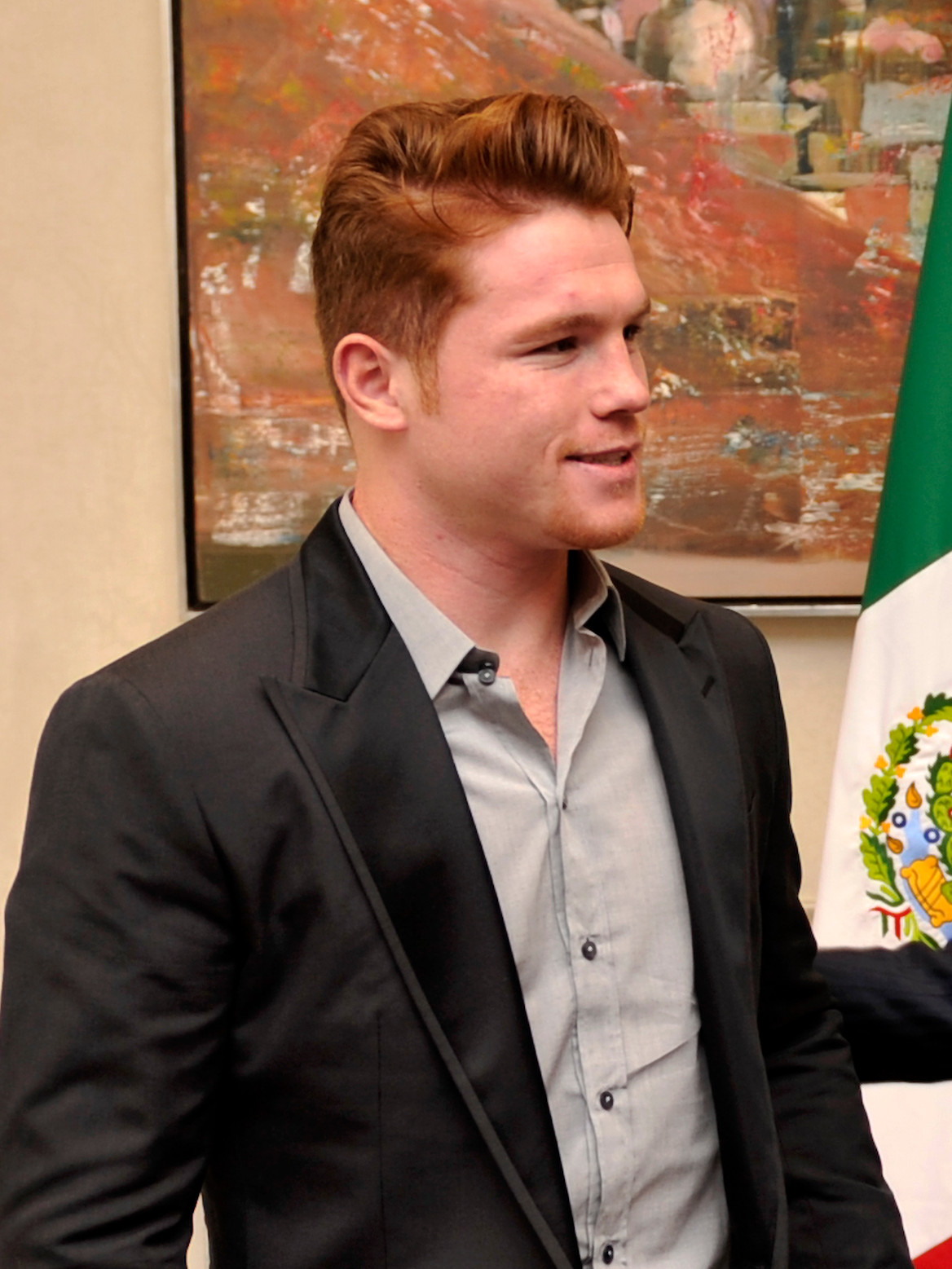
Saúl Álvarez năm 2013.

Hai nhà vô địch, tức Álvarez xếp thứ nhất hạng dưới trung của The Ring và giữ đai WBA (Regular) thống nhất, đai WBC đối đầu với Floyd Mayweather Jr, võ sĩ hạng nhất P4P tạp chí The Ring, võ sĩ vô địch thống nhất hạng dưới trung WBA (Super), giữ đai vô địch thế giới hạng bán trung của WBC và The Ring vào ngày 14 tháng 9 năm 2013. Mayweather từng giành chức vô địch thế giới ở hạng bán trung (67 kg), đồng thời vẫn sở hữu danh hiệu hạng dưới trung (70 kg), đai đã giành được khi vượt qua Miguel Cotto vào tháng 5 năm 2012. Mayweather tăng cân trở lại để đối mặt với Álvarez, mặc dù trận đấu đã được sắp xếp mức cân nặng 69 kg. Các danh hiệu được tranh chấp cho trận đấu là đai WBC và The Ring của Álvarez, cùng với đai WBA (Super) của Mayweather. Với 16.746 khán giả tại MGM Garden, Mayweather đã đánh bại Álvarez bằng tỷ số điểm sau 12 hiệp đấu. Giám khảo CJ Ross cho điểm trận đấu là 114–114, một trận hòa. Giám khảo Dave Moretti chấm 116–112 và Craig Metcalfe chấm nó 117–111. Các số liệu thống kê của CompuBox cho thấy sự vượt trội của Mayweather trong trận đấu với tỷ lệ 232/505 cú đấm (46%) trong khi Álvarez đạt 117/526 (22%). Mayweather kiếm được từ 41,5 triệu USD và Álvarez kiếm được 5 triệu USD từ trận đấu.

### Chuyển tới hạng trung

#### Álvarez v. Angulo
Vào ngày 9 tháng 1 năm 2014, Giám đốc điều hành của Golden Boy Richard Schaefer xác nhận một thỏa thuận đã được thực hiện cho trận đấu giữa Álvarez và võ sĩ 31 tuổi người México Alfredo Angulo (22–3, 18 KO) sẽ diễn ra vào ngày 8 tháng 3 năm 2014, trên Showtime PPV tại MGM Grand ở Las Vegas. Vào tháng 3, ESPN đưa tin cuộc đấu sẽ diễn ra ở hạng cân hấp dẫn là 155 lbs, do Álvarez không thể đưa ra giới hạn hạng dưới trung là 154 lbs. Đối với trận đấu và PPV, Álvarez đã đồng ý trả 100.000 USD trong số dư tối thiểu 1,25 triệu USD của anh cho Angulo. Cũng trong cuộc đàm phán, Álvarez đồng ý cân nặng không quá 168 lbs trong đêm giao tranh. Đây là trận đấu đầu tiên của Álvarez trong năm trận đấu diễn ra ở hạng cân 155 lbs. Vào đêm thi đấu, Álvarez nặng 174 lbs và Angulo nặng 170 lbs. Trước 14.610 khán giả tại MGM, Álvarez đã thể hiện những kỹ thuật phối hợp mạnh mẽ. Trận đấu nghiêng một chiều ở hiệp 6, khi mắt trái của Angulo bắt đầu sưng tấy bởi đòn tấn công của Álvarez. Khi trọng tài tuyên Álvarez thắng TKO, đám đông đã không hài lòng và la ó. Vào thời điểm kết thúc, hai trọng tài chấm điểm 89–82 và 88–83, tất cả đều nghiêng về Álvarez.

#### Álvarez v. Lara
Álvarez đấu với Erislandy Lara vào ngày 12 tháng 7 năm 2014, tại MGM Grand trong một trận đấu không tranh đai. Hạng cân là 70 kg, Álvarez đã bù nước, nặng 77 kg trong khi Lara nặng 74 kg. Trong một trận đấu rất cân bằng và mang tính cạnh tranh kỹ thuật, Álvarez đã chiến thắng bằng quyết định chia tách với hai trọng tài chấm điểm 115–113 nghiêng về mỗi bên và trọng tài cuối cùng chấm 117–111 nghiêng về Álvarez. Theo thống kê, Álvarez đã tung được 88 cú đấm sức mạnh lớn trong khi Lara có 53 cú đấm sức mạnh. Các cú đấm, khả năng phòng thủ và di chuyển của Lara được đánh giá cân bằng so với chiến thuật và sức mạnh của Álvarez. Lara sử dụng phong cách chủ đạo, di chuyển bám trụ và nắm bắt trong những hiệp đầu. Mặc dù Álvarez phải vật lộn phòng thủ trước sự kết hợp đòn cơ sở 1–2 của Lara, nhưng những cú đấm của Lara không được tung ra với đủ sức mạnh hoặc tần suất để ngăn cản Álvarez liên tục tấn công. Tay chủ lực của Lara đóng một vai trò rất lớn trong hiệu quả của sự kết hợp đòn 1–2, nhưng tần suất tung đòn giảm xuống khi trận đấu kéo dài và Lara ngày càng trở nên chần chừ. Álvarez đã đánh ngã Lara bằng một cú đấm móc tay trái ở hiệp 7.

#### Álvarez v. Kirkland
Vào tháng 1 năm 2015, Oscar De La Hoya thông báo rằng Álvarez và James Kirkland (32–1, 28 KO) đã đồng ý thi đấu với nhau mặc dù không có ngày hoặc địa điểm được ấn định, trong một trận đấu hạng dưới trung không danh hiệu đã được nhất trí. Lý do không được ấn định ngày là do trận đấu sắp tới của Floyd Mayweather Jr. v. Manny Pacquiao cũng chưa có ngày chính thức. Vào tháng 3, tại cuộc họp báo chính thức, trận đấu được công bố sẽ diễn ra tại Công viên Minute Maid ở Houston, Texas vào ngày 9 tháng 5 năm 2015, trực tiếp trên HBO, một tuần sau trận đấu ngày 2 tháng 5 giữa Mayweather và Pacquiao. Nó đánh dấu trận đầu tiên trong hợp đồng HBO của Álvarez. Trước 31.588 khán giả, Álvarez đánh bại Kirkland bằng KO ở hiệp ba. Trong trận, Kirkland nhập trận quyết liệt, nhưng Álvarez đã làm đối thủ chao đảo và tung đòn đánh ngã bằng tay phải ngay trong hiệp một. Trong hiệp thứ ba, một cú uppercut đã khiến Kirkland choáng váng. Álvarez kết thúc trận đấu bằng một cú đánh vào cơ thể, hạ KO. Álvarez đạt tỷ lệ 87/150 cú đấm (58%) và Kirkland là 42/197 (21%). Sau trận đấu, Kirkland nói: "Tôi không biết mình đã bị hạ gục". Sau đó anh được đưa đến bệnh viện để chụp CT . Chiến thắng này giúp Álvarez đã thiết lập một trận đấu PPV lớn giữa anh và nhà vô địch WBC hạng trung Miguel Cotto. Trận đấu đã thu hút trung bình 2,146 triệu người xem trên HBO và đạt đỉnh là 2,296 triệu, lượng người xem cao nhất của HBO trong năm 2015.

#### Álvarez v. Cotto
Vào ngày 21 tháng 11 năm 2015, Álvarez đã giành được đai WBC, và The Ring hạng trung với chiến thắng bằng quyết định đồng thuận trước Miguel Cotto tại Trung tâm sự kiện Mandalay Bay ở Las Vegas. Trận đấu diễn ra ở hạng cân 155 lbs theo yêu cầu của Cotto. Mặc dù Cotto đã rất nỗ lực, di chuyển tốt trong suốt trận đấu, nhưng sức mạnh và độ chính xác vượt trội của Álvarez khiến cho điểm số trọng tài dành cho anh lần lượt là 117–111, 119–109 và 118–110. ESPN cho điểm gần hơn nhưng vẫn nghiêng về Álvarez, 115–113. Theo CompuBox, Álvarez đạt tỷ lệ 155/484 cú đấm chính xác (32%) và Cotto là 129/629 (21%), và Álvarez đã tung đòn nặng hơn, gây ra nhiều sát thương hơn  Hai tháng sau trận đấu, WBC đã trao cho Álvarez danh hiệu WBC Diamond hạng trung tại trụ sở của họ ở México. Theo HBO, trận đấu đã thu hút 900.000 lượt mua trên PPV, tương đương với khoảng 58 triệu USD doanh thu nội địa. Đây là lần đầu tiên kể từ năm 2002, PPV tạo ra 900.000 lượt mua, không bao gồm Mayweather, Pacquiao hay De La Hoya.

#### Álvarez v. Khan
Vào đầu năm 2016, có thông báo rằng võ sĩ người Anh Amir Khan đang chuyển lên hai hạng cân để đấu với Álvarez ở hạng trung cho các danh hiệu WBC, The Ring. Trận đấu diễn ra vào ngày 7 tháng 5 năm 2016, tại T-Mobile Arena mới ở Las Vegas, chiếu trên HBO PPV. Trong trận, Khan giữ khoảng cách trong năm hiệp đầu tiên, sử dụng tốc độ để ra vào và bước ra, điều này ban đầu gây khó khăn cho Álvarez. Trong hiệp 6, Álvarez tung đòn sát thương kỹ xảo cực mạnh, hạ gục Khan. Theo số liệu do Ủy ban Thể thao bang Nevada (NSAC) công bố, trận đấu đã tạo ra một khoản thu trực tiếp là 7.417.350 USD. Tổng số đó đến từ 13.072 vé đã được bán ra. Doanh thu trận Álvarez – Khan xếp vị trí thứ 34 trong lịch sử thể thao Nevada, bên cạnh đó, thu hút gần 600.000 PPV mua. Sau trận đấu, Álvarez và đồng đội đã mời nhà vô địch hạng trung Gennady "GGG" Golovkin vào võ đài để thúc đẩy một trận đấu giữa họ trong tương lai. Trong cuộc phỏng vấn sau trận với Max Kellerman của HBO, Álvarez đã nói: "Hãy chiến đấu ngay bây giờ." Vào ngày 18 tháng 5 năm 2016, Álvarez bị tước đai WBC mà anh bảo vệ trong trận đấu với Khan. WBC ngay lập tức trao danh hiệu này cho Gennady Golovkin.

### Tạm đấu hạng dưới trung
Vào ngày 24 tháng 6, có thông báo rằng Álvarez sẽ giảm hạng cân xuống còn 70 kg và thách đấu với nhà vô địch WBO 27 tuổi Liam Smith (23–0–1, 13 KO) từ Anh vào ngày 17 tháng 9 năm 2016, trong sự kiện chính trên HBO PPV. Vào ngày 18 tháng 7, Golden Boy Promotions thông báo trận đấu sẽ diễn ra tại Sân vận động AT&T ở Arlington, Texas. Tạm trở lại hạng cân 155 lbs ưa thích của mình, Canelo nói: "Tôi rất vui mừng thông báo trận đấu tiếp theo của tôi và Liam Smith, một võ sĩ phi thường với sức mạnh KO thực sự, và là nhà vô địch WBO thế giới hạng dưới trung, tôi có không nghi ngờ gì rằng cuộc chiến này sẽ có cho và nhận, điều này sẽ đáp ứng được sự mong đợi của người hâm mộ, và tôi sẽ chiến đấu hết mình như tôi vẫn luôn làm để giành được ưu thế vào ngày 17 tháng 9." Trước 51.240 khán giả, Álvarez giành lại danh hiệu WBO thế giới ở hạng dưới trung sau một cú móc trái khủng khiếp vào cơ thể đối thủ ở hiệp 9. Trước đó, Smith đã bị đánh ngã ở hiệp 7 và hiệp 8, trong một trận đấu mà Álvarez kiểm soát ngay từ tiếng chuông khai mạc. Álvarez đạt tỷ lệ 157/422 cú đấm (37%), và Smith là 115/403 (29%). Trận đã thu hút ước tính 300.000 PPV. Sau trận, Chủ tịch Golden Boy, Eric Gomez đã nói chuyện với The Ring vào tháng 12, nói rằng Álvarez không có kế hoạch ngay lập tức rời đai WBO và có thể sẽ thi đấu trong quý đầu tiên của năm 2017 ở hạng 154 lbs, bảo vệ danh hiệu thế giới của mình. Gomez cũng cho biết vẫn có kế hoạch để Álvarez đấu với Golovkin vào cuối năm.

### Trở lại hạng trung

#### Álvarez v. Chávez Jr.

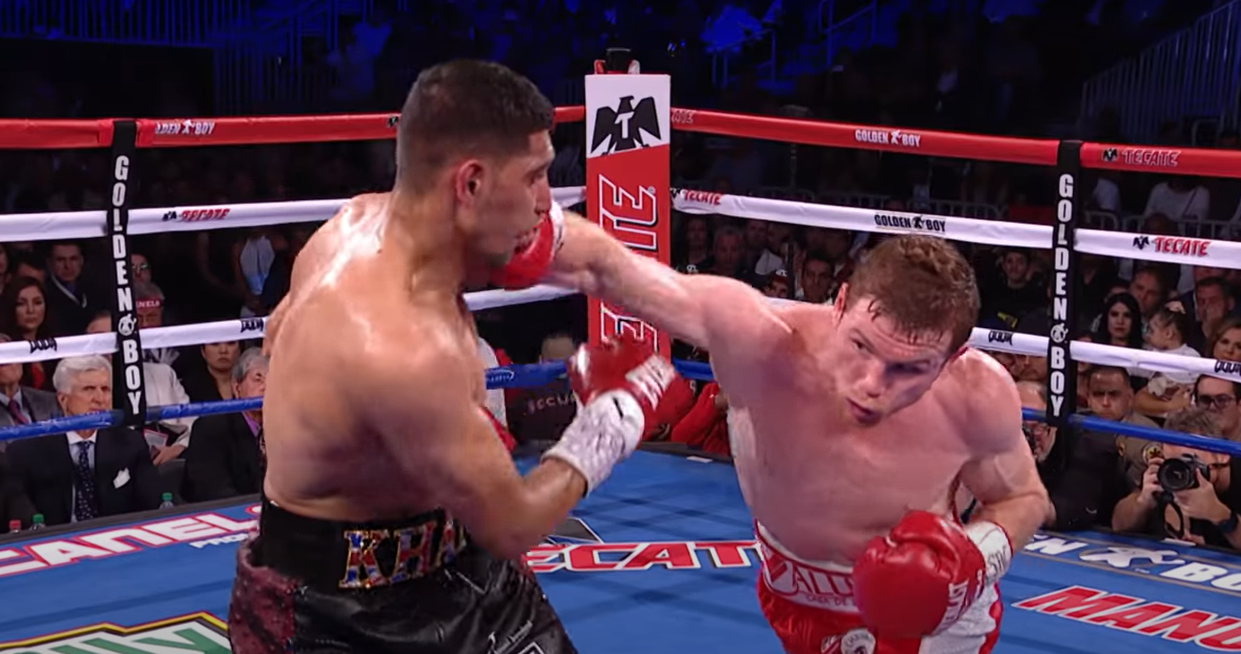
Canelo tung đòn cross hạ đo ván đối thủ.

Sau chiến thắng của Julio César Chávez Jr. trước Dominik Britsch vào tháng 12 năm 2016, Chávez tuyên bố mình đã trở lại và sẵn sàng đấu với Golovkin ở hạng 168 lbs và Álvarez ở hạng cân 164 lbs. Các cuộc đàm phán đã bắt đầu ngay sau đó cho một trận HBO PPV tiềm năng sẽ diễn ra vào năm 2017 vào cuối tuần Cinco de Mayo. De La Hoya cho biết một trận đấu với Golovkin vẫn có khả năng xảy ra vào tháng 9 năm 2017. Chủ tịch của Golden Boy, Eric Gomez xác nhận mức cân nặng 165 lbs đã được thỏa thuận giữa cả hai bên. Chủ tịch WBC, Mauricio Sulaiman nói rằng anh có thể sẽ đưa WBC tham gia vào trận đấu và rằng đó là một trận rất hấp dẫn. Vào ngày 18 tháng 12, Julio César Chávez Sr. tuyên bố con trai của mình, Chávez Jr. đã được cung cấp 5 triệu USD tiền bảo đảm PPV trận đấu. Vào ngày 24 tháng 12, Álvarez và đội của anh đã cho Chávez Jr một tuần để chấp nhận các điều khoản tổ chức trận đấu, bao gồm một khoản tiền 7 triệu USD. Vào ngày 12 tháng 1 năm 2017, De La Hoya và Álvarez kêu gọi ký hợp đồng, gửi cho Al Haymon, người đã tư vấn cho Chávez Jr. và thúc giục ký. Một ngày sau, Chávez Jr tuyên bố đồng ý với mọi yêu cầu mà Álvarez đưa ra, theo đó đồng ý đấu trận giới hạn trọng lượng được đặt ở mức 164,5 lbs (74,6 kg) và tiền bảo đảm bản 6 triệu USD cho võ sĩ, cộng với phần trăm doanh thu PPV.
Vào ngày 13 tháng 1, Álvarez chính thức xác nhận trận đấu sẽ diễn ra vào ngày 6 tháng 5 năm 2017. Một điều khoản tái đấu cũng đã được đưa ra nếu Chávez Jr thắng trận và một điều khoản khác nếu Chávez Jr nặng quá hạng cân cho phép, thì sẽ bị phạt 1 triệu USD. Vào ngày 4 tháng 2, Golden Boy Promotions thông báo rằng trận sẽ diễn ra tại T-Mobile Arena ở Paradise, Nevada. Vào ngày 22 tháng 2, Álvarez thông báo bỏ trống đai hạng dưới trung WBO của mình sau trận đấu với Chávez Jr. và trở lại hạng trung. Vào ngày 3 tháng 3, trận đã bán hết vé với 20.000 vé. Vào ngày 11 tháng 4, Álvarez đã nói chuyện với các phóng viên Quyền Anh trong một buổi hội thảo trực tuyến và nói rằng anh sẽ đấu với vị trí cân nặng hạng trung 160 lbs sau trận đấu với Chávez Jr. Theo NSAC, có thông tin cho rằng Álvarez sẽ kiếm được 5 triệu USD và Chávez Jr sẽ kiếm được 3 triệu USD trước bất kỳ doanh thu nào của PPV.
Trước 20.510 khán giả, Álvarez đã giành chiến thắng unanimous decision. Cả ba giám khảo đều chấm điểm cho Álvarez là 120–108. Chávez Jr. đã rất thận trọng trong suốt trận, đôi khi đẩy Álvarez vào góc, nhưng không tung ra được cú đấm sát thương lớn nào. Số liệu thống kê của CompuBox cho thấy Álvarez đạt tỷ lệ 228/604 (38%) và Chávez Jr là 71/302 (24%). Đến cuối hiệp 5, Álvarez tung được 102 cú đấm so với 25 cú đấm của Chávez Jr. Một tuần sau đó, một bản phát lại được chiếu trên HBO thông thường và thu hút trung bình 769.000 người xem. Đây là trận đấu Quyền Anh đầu tiên tạo ra hơn một triệu lượt mua PPV, không tính tới Mayweather, Pacquiao hay De La Hoya kể từ năm 2002. Các nguồn tin sau đó xác nhận trận đã đạt gần 1,2 triệu lượt mua, tạo ra khoảng 80 triệu USD doanh thu PPV.

#### Álvarez v. Golovkin
Ngay sau trận đấu với Chávez Jr., Álvarez tuyên bố rằng anh sẽ đấu với Gennady Golovkin lần tiếp theo vào ngày 16 tháng 9 năm 2017, tại một địa điểm được xác định. Golovkin đã gặp Álvarez trên võ đài trong buổi thông báo để giúp thúc đẩy trận đấu sắp tới của họ, đã nói: "Tôi cảm thấy rất phấn khích. Bây giờ là một câu chuyện khác. Vào tháng 9, nó sẽ là một phong cách khác, một chương trình lớn. Tôi đã sẵn sàng. Tối nay, đầu tiên xin chúc mừng Canelo và đội của anh ấy. Hiện giờ, tôi nghĩ mọi người đều rất hào hứng cho tháng 9. Canelo trông rất ổn tối nay, và 100% anh ấy là thách thức lớn nhất trong sự nghiệp của tôi. Chúc Canelo may mắn vào tháng 9." Vào ngày 9 tháng 5, Eric Gomez, Chủ tịch Golden Boy Promotions nói với LA Times rằng Álvarez có điều khoản tái đấu ngay lập tức trong hợp đồng, trong khi đối với Golovkin, nếu thua sẽ không được đảm bảo tái đấu. De La Hoya sau đó đã tiết lộ trong một cuộc phỏng vấn với ESPN rằng trận đấu cũng sẽ diễn ra ở mức giới hạn hạng trung là 160 lbs, không có điều khoản bù nước, có nghĩa là Golovkin và Álvarez sẽ có thể tăng trọng lượng không giới hạn sau khi cân. Vào ngày 5 tháng 6, T-Mobile Arena ở Las Vegas đã được công bố là địa điểm của trận và sẽ đánh dấu lần đầu tiên Golovkin thi đấu ở bang Nevada. Sân vận động AT&T, Madison Square Garden và Sân vận động Dodgers đã bỏ lỡ việc đăng cai trận đấu. Vào ngày 7 tháng 7 năm 2017, Golden Boy và K2 Promotions thông báo số vé đã bán hết.
Vào ngày 15 tháng 8, người xúc tiến của Golden Boy, Robert Diaz tiết lộ rằng Álvarez sẽ tranh đai IBF và WBA, Golovkin bảo vệ đai WBC và IBO. Vào ngày 22 tháng 8, Chủ tịch IBF, Daryl Pe People, thông báo rằng họ sẽ bỏ thủ tục cân hai lần liên tiếp, tuy nhiên vẫn khuyến khích. Vào đêm thi đấu, trước 22.358 khán giả, Golovkin và Álvarez đã đấu với tỷ số hòa (118–110 Álvarez, 115–113 Golovkin, và 114–114). Dan Rafael của ESPN và Harold Lederman của HBO đã chấm 116–112 nghiêng về Golovkin. Bất chấp những tranh cãi kết quả trận, một số phương tiện truyền thông chính thống đã gọi cuộc đọ sức này là một trận kinh điển. Trận đấu bắt đầu với việc cả hai võ sĩ đều tìm được nhịp điệu của mình, Álvarez sử dụng động tác di chuyển linh hoạt, Golovkin thiết lập kỹ thuật các cú đánh của mình. Trong các hiệp giữa, đặc biệt là giữa hiện 4 và 8, Álvarez bắt đầu mỗi hiệp một cách nhanh chóng, nhưng dường như mệt mỏi sau một phút, khi Golovkin tiếp quản và giành ưu thế. Trận hòa giúp Golovkin có lần thứ 19 liên tiếp bảo vệ được đai, chỉ kém người đứng đầu hạng trung là Bernard Hopkins đúng 1 trận . Số liệu lần lượt là Golovkin 218/703 (31%), trong khi Álvarez là 169/505 (34%). Lượt phát lại một tuần sau đó trên HBO đạt trung bình 726.000 lượt, đạt mức cao nhất là 840.000 lượt người xem.
Cuộc đấu đã vượt qua Mayweather – Álvarez để đạt được cửa mức độ thu hút cao thứ ba trong lịch sử Quyền Anh. ESPN báo cáo trận đã thu về 27.059.850 USD từ 17.318 vé được bán, trong khi trận Mayweather v. Álvarez đã bán được 16.146 vé, thu 20.003.150 USD. LA Times cho biết trận đã tạo ra 1,3 triệu lượt mua PPV trong nước, doanh thu vượt quá 100 triệu USD.

#### Álvarez v. Golovkin II

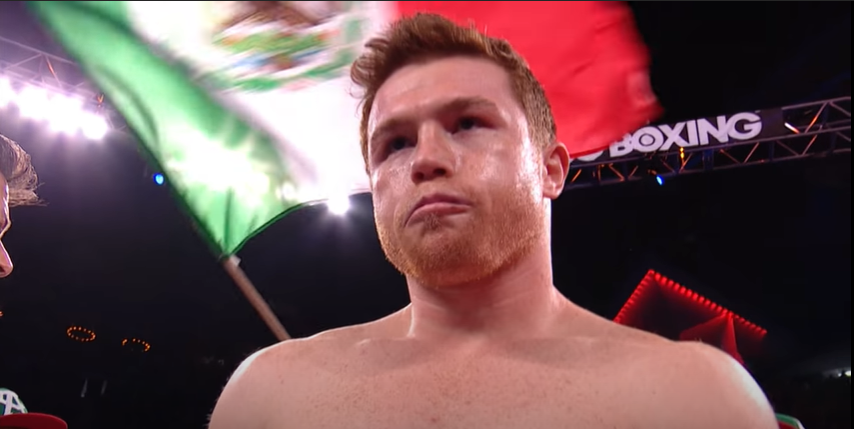
Canelo lên sàn đấu.

Ngay sau khi kết thúc gây tranh cãi, các cuộc đàm phán bắt đầu cho trận tái đấu giữa Álvarez và Golovkin. Álvarez tuyên bố anh sẽ đánh trận tiếp theo vào tháng 5 năm 2018, trong khi Golovkin sẵn sàng chiến đấu vào tháng 12 năm 2017. ESPN đưa tin rằng Álvarez có điều khoản tái đấu trong hợp đồng của mình, có thể kích hoạt điều khoản này. Vào ngày 19 tháng 9, Chủ tịch Golden Boy Promotions, Eric Gomez nói với ESPN rằng tất cả mọi người của họ đều quan tâm đến trận tái đấu và họ sẽ tổ chức các cuộc thảo luận với Tom Loeffler. Ringtv đưa tin rằng các cuộc đàm phán sẽ bắt đầu vào ngày 22 tháng 9. Vào ngày 24 tháng 9, Gomez cho biết trận tái đấu có thể sẽ diễn ra vào tuần đầu tiên của tháng 5 năm 2018 hoặc sớm nhất là vào tháng 3 nếu một thỏa thuận có thể được thực hiện. Bất chấp các cuộc đàm phán đang diễn ra cho trận tái đấu, tại đại hội thường niên lần thứ 55 ở Baku, Azerbaijan vào ngày 2 tháng 10, WBC đã chính thức ra lệnh cho trận tái đấu bảo vệ đai WBC. Vào ngày 7 tháng 11, Gomez cho biết các cuộc đàm phán đang diễn ra tốt đẹp và Álvarez sẽ đưa ra quyết định liên quan đến trận tái đấu trong những tuần tiếp theo. Người ta tin rằng Golden Boy sẽ đợi cho đến sau khi David Lemieux và Billy Joe Saunders đấu cho danh hiệu WBO sau ngày 16 tháng 12 năm 2017 rồi mới đưa ra quyết định. Vào ngày 20 tháng 12, Gomez thông báo rằng các cuộc đàm phán gần như được hoàn tất sau khi Álvarez cho Golden Boy tiến hành ký kết hợp đồng. Vào ngày 29 tháng 1 năm 2018, HBO cuối cùng đã thông báo trận tái đấu sẽ diễn ra vào tháng 5 trên kênh Cinco de Mayo vào cuối tuần. Vào ngày 22 tháng 2, T-Mobile Arena một lần nữa được chọn làm địa điểm của trận chiến.
Vào tháng 3 năm 2018, Álvarez đã xét nghiệm dương tính với chất cấm clenbuterol trước trận. Bên cạnh đó, huấn luyện viên của Golovkin, Abel Sanchez cho rằng Álvarez đã quấn tay một cách bất hợp pháp trong trận đấu đầu tiên. Vào ngày 23 tháng 3, NSAC đã tạm đình chỉ Álvarez do hai lần xét nghiệm dương tính với chất cấm clenbuterol. Álvarez được yêu cầu xuất hiện tại một phiên điều trần về vấn đề này vào ngày 10 tháng 4. Vào ngày 28 tháng 3, MGM Resorts International, công ty sở hữu T-Mobile Arena, bắt đầu hoàn tiền đầy đủ cho bất kỳ ai đã mua vé cho trận đấu. Phiên điều trần đã được dời lại vào ngày 18 tháng 4, khi Bob Bennett đệ đơn kiện Álvarez. Ngày 3 tháng 4, Álvarez chính thức rút lui khỏi trận tái đấu. Tại phiên điều trần, Álvarez đã bị treo giò sáu tháng, có nghĩa là lệnh cấm sẽ kết thúc vào ngày 17 tháng 8 năm 2018. Hiệp hội chống doping (VADA) tuyên bố rằng Álvarez đã không đăng ký tham gia chương trình thử nghiệm của họ. Người quảng bá cho De La Hoya sau đó đã thông báo rằng Álvarez sẽ trở lại sàn đấu vào cuối tuần Ngày Độc lập México. Theo Golovkin, trước khi đánh bại Vanes Martirosyan, một trận với Álvarez vào mùa thu vẫn là ưu tiên. Trong một hội nghị, Golovkin tuyên bố đây là trận chiến lớn nhất trên thế giới và có lợi cho tất cả các bên liên quan. Một trong những vấn đề chính ngăn trận tái đấu diễn ra là việc chia hầu bao. Álvarez muốn 65–35 có lợi cho mình, điều khoản tương tự mà Golovkin đã đồng ý ban đầu, tuy nhiên Golovkin muốn chia thẳng 50–50.
Vào ngày 6 tháng 6, Golovkin đã bị tước danh hiệu IBF do không tuân thủ các quy tắc của IBF. IBF đã cấp cho Golovkin một ngoại lệ để đấu với Martirosyan, và yêu cầu đội của Golovkin đàm phán và đấu với kẻ thách đấu bắt buộc là Sergiy Derevyanchenko trước ngày 3 tháng 8 năm 2018. IBF đã đưa ra một tuyên bố giải thích chi tiết về quyết định tước đai của Golovkin. Vào ngày 7 tháng 6, đội của Golovkin tuyên bố họ sẽ chấp nhận chia điểm 55–45 nghiêng về Álvarez. Vào ngày 12 tháng 6, Golden Boy cho Golovkin thời hạn 24 giờ để chấp nhận chia 57,5 – 42,5% có lợi cho Álvarez hoặc họ sẽ tìm các trận đấu khác. Vài giờ sau, De La Hoya xác nhận thông qua tài khoản Twitter của mình rằng các điều khoản đã được đồng ý và cuộc chiến sẽ thực sự diễn ra vào ngày 15 tháng 9 tại T-Mobile Arena ở Las Vegas, Nevada. Álvarez bắt đầu tập luyện cho trận đấu vào ngày 14 tháng 6 và tuyên bố ý định đăng ký lại giấy phép Quyền Anh vào ngày 18 tháng 8.
Trước 21.965 khán giả, trận đấu một lần có tranh cãi khi Álvarez đánh bại Golovkin thông qua quyết định đa số sau 12 hiệp. Álvarez được các giám khảo Dave Moretti và Steve Weisfeld ủng hộ, cả hai đều cho điểm 115–113, giám khảo thứ ba Glenn Feldman cho điểm 114–114. Kết quả đã bị tranh cãi bởi người hâm mộ, chuyên gia và truyền thông. Trong số 18 hãng truyền thông trận đấu, có 10 hãng tin ủng hộ Golovkin, 7 hãng chấm hòa trong khi một hãng nghiêng về Álvarez. Các phiếu ghi điểm cho thấy mức độ gần của trận đấu, sau 0hiệp, cả ba giám khảo đều có phiếu ghi điểm của họ là 87–84 cho Álvarez. Bất chấp sự căng thẳng, cả hai võ sĩ đều thể hiện sự tôn trọng lẫn nhau sau trận đấu. Thống kê CompuBox cho thấy Golovkin đã tung ra 234/879 cú đấm (27%) và Álvarez là 202/622 (33%). Golovkin có lợi thế hơn trong các cú đâm, chạm đích 118/547 (21,6%) so với 59/256 (23%) của Álvarez. Tuy nhiên, Álvarez có lợi thế hơn về các cú đấm sức sát thương lớn, đạt 143/336 (39,1%) so với 116/332 (34,9%) của Golovkin. Tám trong số các hiệp đấu, Golovkin vượt trội Álvarez về tổng số cú đấm trong khi Álvarez vượt trội hơn về các cú đấm sức mạnh ở 9 hiệp đấu.
Sau trận, Álvarez nói rằng cuộc chiến là một chiến thắng rõ ràng và cuối cùng, đó là một chiến thắng cho México. Golovkin đã không trả lời phỏng vấn sau đó và tiến vào hậu trường, tiến hành các mũi khâu cho một vết cắt trên mắt phải của mình. Sau đó, Golovkin đã trả lời, giải thích rằng: "Tôi sẽ không nói ai thắng tối nay, bởi vì chiến thắng thuộc về Canelo, theo các trọng tài. Tôi nghĩ đó là một trận đấu rất hay cho các cổ động viên và rất thú vị. Tôi đã nghĩ rằng mình đã chiến đấu tốt hơn anh ấy." Trận đã tạo ra doanh thu trực tiếp là 23.473.500 USD từ 16.732 vé đã bán. Con số này thấp hơn so với trận đấu đầu tiên, nhưng vẫn là trận đấu có tổng doanh thu lớn thứ tư trong lịch sử Quyền Anh Nevada. Trận đấu bán ra 1,1 triệu PPV mua, thấp hơn so với trận đầu tiên; tuy nhiên, tạo ra doanh thu nhiều hơn vào khoảng 94 triệu USD.

### Hạng siêu trung

#### Álvarez v. Fielding
Vào tháng 10 năm 2018, Álvarez thông báo rằng anh sẽ chuyển lên hạng siêu trung lần đầu tiên trong sự nghiệp để đấu với võ sĩ 31 tuổi người Anh Rocky Fielding (27–1, 15 KO) tại Madison Square Garden ở thành phố New York, New York vào ngày 15 tháng 12 năm 2018, cho đai hạng siêu trung WBA (Regular). Vào ngày 17 tháng 10 năm 2018, DAZN thông báo rằng họ đã ký hợp đồng 5 năm, trị giá 365 triệu USD với Álvarez, theo đó, 11 trận đấu tiếp theo của Canelo sẽ được phát sóng tại Mỹ bằng dịch vụ phát trực tuyến thể thao thuê bao. Thỏa thuận sẽ bắt đầu với Álvarez v. Fielding và thay thế hợp đồng hết hạn của Canelo với HBO (cũng đã thông báo ngừng phát sóng truyền hình Quyền Anh). Álvarez đã giành chiến thắng TKO ở hiệp 3 sau khi liên tục hạ gục Fielding bằng các cú đánh sở trường vào cơ thể. Sau lần bị hạ gục thứ tư của Fielding, trọng tài Ricky Gonzalez đã cho dừng trận đấu, Canelo giành WBA (Regular) hạng siêu trung.

### Quay lại hạng trung
Álvarez đã đánh bại nhà vô địch hạng trung IBF Daniel Jacobs thông qua quyết định nhất trí, 115–113, 115–113, 116–112, vào ngày 4 tháng 5 năm 2019, trong một trận đấu thống nhất đai tại T-Mobile Arena ở Las Vegas. Bằng trận này, Álvarez đã bảo vệ các danh hiệu WBA (Super), WBC, The Ring và vô địch chính thống của mình trong khi giành được danh hiệu IBF hạng trung của Jacobs.

### Hạng dưới nặng

#### Álvarez v. Kovalev
Vào ngày 13 tháng 9 năm 2019, Álvarez thông báo trên mạng xã hội rằng anh sẽ chuyển lên hai hạng cân để thách đấu với võ sĩ vô địch hạng dưới nặng WBO Sergey Kovalev vào ngày 2 tháng 11 năm 2019, tại MGM Grand Garden Arena ở Las Vegas. Sau mười hiệp đầu tiên cạnh tranh tương đương, Kovalev đã thành công với các cú đánh jab của mình trong khi Álvarez chủ yếu sử dụng các cú đấm nặng, sau đó tạo ra một cú móc trái, kết hợp đấm thẳng tay phải để hạ Kovalev ở hiệp 11, trở thành nhà vô địch thế giới bốn hạng cân. Với trận này, Canelo cùng với Thomas Hearns, Sugar Ray Leonard và Mike McCallum trở thành nhà vô địch hạng trung giành được danh hiệu ở hạng dưới nặng. Trong số đó, chỉ có Hearns, Leonard và Álvarez khởi đầu sự nghiệp của họ ở hạng bán trung (67 kg) và giành được danh hiệu ở mức giới hạn 175 lbs (79 kg).
Sau trận, Kovalev cho rằng anh ta luôn khó có thể thắng trận do lịch trình khắc nghiệt của việc huấn luyện liên tiếp, lần lượt đấu Anthony Yarde vào ngày 24 tháng 8 và Álvarez vào ngày 2 tháng 11, nhưng đã đồng ý tham trận, với 12 triệu USD tiền thưởng. Bản thân Álvarez nhận được số tiền 35 triệu USD tiền thưởng sau trận. Với chuỗi chiến dịch năm 2019 của mình, Álvarez đã được tạp chí The Ring, ESPN, Sports Illustrated và Hiệp hội Nhà văn Quyền Anh Hoa Kỳ vinh danh là Fighter of the Year.

### Trở lại hạng siêu trung
Vào ngày 6 tháng 11 năm 2020, Álvarez kết thúc hợp đồng với Golden Boy Promotions sau khi một vụ kiện được giải quyết vì vi phạm hợp đồng.

#### Álvarez v. Callum Smith
Trên 17 tháng 11 thông qua phương tiện truyền thông xã hội, Álvarez tuyên bố sẽ đối mặt với nhà vô địch bất bại WBA (Super) và The Ring hạng trung Callum Smith vào ngày 19 tháng 12 năm 2020, đồng thời tranh đai WBC trống. Trận được tổ chức tại Alamodome ở San Antonio, Texas. Huấn luyện viên của Álvarez, Eddy Reynoso tiết lộ rằng Canelo đấu tập với võ sĩ hạng nặng bất bại Frank Sánchez để chuẩn bị cho trận đấu. Trong trận, Álvarez đã kiểm soát cả 12 hiệp, khiến Smith bị thương ở bắp tay trái khi anh giành chiến thắng bằng quyết định thống nhất với các điểm số 119–109, 119–109, 117–111.

#### Álvarez v. Yıldırım
Vào ngày 20 tháng 1 năm 2021, Álvarez bảo vệ danh hiệu của mình trước đối thủ bắt buộc của WBC Avni Yıldırım tại Sân vận động Hard Rock, Miami Gardens, Florida. Trận đấu đã tạo sự chỉ trích do nhiều người nhận thấy Yıldırım, người đã không tham gia võ đài kể từ khi thua trước Anthony Dirrell hai năm trước vào tháng 2 năm 2019. Yıldırım đã được điền tên vào vị trí bắt buộc do tính chất gây tranh cãi của trận thua trước Dirrell, tuy nhiên vẫn phải trì hoãn vì chấn thương và đại dịch COVID-19. Trong trận đấu một chiều, Álvarez đã đánh bại Yıldırım RTD ở hiệp ba. Theo thống kê của CompuBox, Álvarez vượt hơn Yıldırım 67 đòn (40%) so với 11 (11%) về tổng số cú đấm và 58 (59%) đến 4 (22%) về sức mạnh. Ở hiệp 3, Álvarez tung ra 53 cú đấm sức mạnh.

#### Álvarez v. Saunders
Sau trận bảo vệ đai thành công của Álvarez trước Avni Yıldırım, người quảng bá Eddie Hearn xác nhận Álvarez sẽ đối đầu với nhà vô địch WBO và nhà vô địch thế giới hai hạng cân bất bại Billy Joe Saunders trong trận đấu thống nhất vào ngày 8 tháng 5 tại Sân vận động AT&T ở Arlington, Texas. Trước trận đấu, đã có một cuộc tranh cãi giữa hai phe võ sĩ về kích thước sàn đấu, theo đó Saunders không hài lòng với sàn 18 foot được đề xuất. Thay vào đó, Saunders muốn một sàn đấu dài 24 feet và đe dọa sẽ rút khỏi cuộc đấu nếu yêu cầu của không được đáp ứng. Cuối cùng, sàn dài 22 foot (6,7 m). Trước kỷ lục 73.126 khán giả xem Quyền Anh tại nhà thi đấu trong nhà ở Hoa Kỳ, Álvarez đã giành chiến thắng RTD ở hiệp 8 khi đội của Saunders nhận thua do Saunders bị gãy xương sàng do hậu quả của một cú uppercut do Álvarez áp đặt. Trong suốt trận, Álvarez đã vượt qua Saunders về tỷ lệ đòn. Trong cuộc họp báo ngay sau trận đấu, Álvarez đã đối đầu với nhà vô địch hạng trung WBO bất bại Demetrius Andrade, người đã hỏi Canelo khi nào họ sẽ giao đấu, và Canelo không đáp.

#### Álvarez v. Plant
Sau nhiều tháng đàm phán, Álvarez thông báo trên phương tiện truyền thông xã hội của mình vào ngày 19 tháng 8 năm 2021 rằng anh sẽ đối đầu với nhà vô địch IBF bất bại Caleb Plant vào ngày 6 tháng 11 tại MGM Grand Garden Arena ở Las Vegas, trong một trận quyết định thống nhất toàn diện Quyền Anh hạng siêu trung thế giới cho tất cả bốn danh hiệu WBA, WBC, WBO, IBF lẫn The Ring. Trong trận này, anh đã áp dụng phong cách võ sĩ áp đảo, chiến thuật tiếp cận tấn công cự ly cần và liên tục, khắc chế được điểm mạnh về chiều cao lẫn sải tay dài của Plant. Ở hiệp 11, anh đã đánh gục đối thủ hai lần bằng tổ hợp đòn 1–2–3 tức hook tay phải, uppercut tay trái và cross tay phải, giành chiến thắng TKO. Với trận thắng này, Alvarez đã đoạt đai IBF từ Plant, thống nhất toàn diện bốn đai Quyền Anh hạng siêu trung lớn nhất thế giới, trở thành võ sĩ México đầu tiên, võ sĩ thế giới thứ sáu trong lịch sử Quyền Anh hiện đại đạt được cột mốc này, sau Terence Crawford (hạng dưới bán trung), Bernard Hopkins (hạng trung), Oleksandr Usyk (hạng bán nặng), Jermain Taylor (hạng trung), và Josh Taylor (hạng dưới bán trung).

## Đời tư
Về đời tư, vào năm 2010, khi 20 tuổi, Álvarez đã đính hôn với Marisol González, Hoa hậu Hoàn vũ Mexico 2003 và là phóng viên thể thao của Televisa Deportes, nhưng chia tay vào năm 2012. Anh có ba con gái và một con trai, tất cả đều có mẹ khác nhau. Álvarez thích chơi golf; vào năm 2020, anh tuyên bố ý định giã từ Quyền Anh ở tuổi 37 (năm 2027) và chơi golf mỗi ngày khi nghỉ hưu.
Vào tháng 5 năm 2021, Álvarez kết hôn với người bạn lâu năm Fernanda Gómez trong một buổi lễ tại Nhà thờ Guadalajara ở Guadalajara, México. Về kinh doanh, anh cũng là một nhà quảng bá Quyền Anh ở México. Công ty của anh là Canelo Promotion được thành lập vào năm 2010 với các đối tác kinh doanh là các huấn luyện viên, nhóm cha con Chepo và Eddy Reynoso. Tính đến năm 2013, Canelo Promotions đã đại diện cho 40 võ sĩ trên khắp México.

## Thống kê sự nghiệp
| Thống kê Quyền Anh chuyên nghiệp |          |        |
| 60 trận                          | 57 thắng | 1 thua |
| Bằng knockout                    | 39       | 0      |
| Bằng quyết định trọng tài        | 18       | 1      |
| Hòa                              | 2        | 2      |

| Số | Kết quả | Thành tích | Đối thủ                | Dạng | Thời gian     | Ngày       | Địa điểm                                   | Ghi chú |
| -- | ------- | ---------- | ---------------------- | ---- | ------------- | ---------- | ------------------------------------------ | --- |
| 60 | Thắng   | 57–1–2     | Caleb Plant            | TKO  | 11 (12), 0:35 | 6/11/2021  | MGM Grand Garden Arena, Nevada             | Giữ đai WBA (Super), WBC, WBO, The Ring hạng siêu trung; Giành đai IBF hạng siêu trung Thống nhất toàn diện tất cả hạng siêu trung thế giới |
| 59 | Thắng   | 56–1–2     | Billy Joe Saunders     | RTD  | 8 (12), 3:00  | 8/5/2021   | AT&T Stadium, Arlington, Texas             | Giữ đai WBA (Super), WBC, The Ring hạng siêu trung; Giành đai WBO hạng siêu trung                                                           |
| 58 | Thắng   | 55–1–2     | Avni Yıldırım          | RTD  | 3 (12), 3:00  | 27/2/2021  | Hard Rock Stadium, Florida                 | Giữ đai WBA (Super), WBC, The Ring hạng siêu trung                                                                                          |
| 57 | Thắng   | 54–1–2     | Callum Smith           | UD   | 12            | 19/12/2020 | Alamodome, San Antonio, Texas              | Giành đai WBA (Super), WBC, The Ring hạng siêu trung                                                                                        |
| 56 | Thắng   | 53–1–2     | Sergey Kovalev         | KO   | 11 (12), 2:15 | 2/11/2019  | MGM Grand Garden Arena, Nevada             | Giành đai WBO hạng dưới nặng |
| 55 | Thắng   | 52–1–2     | Daniel Jacobs          | UD   | 12            | 4/5/2019   | T-Mobile Arena, Nevada                     | Giữ đai WBA (Super), WBC, The Ring hạng trung; Giành đai IBF hạng trung                                                                     |
| 54 | Thắng   | 51–1–2     | Rocky Fielding         | TKO  | 3 (12), 2:38  | 15/12/2018 | Madison Square Garden, New York            | Giành đai WBA (Regular) hạng siêu trung |
| 53 | Thắng   | 50–1–2     | Gennady Golovkin       | MD   | 12            | 15/9/2018  | T-Mobile Arena, Nevada                     | Giành đai WBA (Super), WBC, The Ring hạng trung                                                                                             |
| 52 | Hòa     | 49–1–2     | Gennady Golovkin       | SD   | 12            | 16/9/2017  | T-Mobile Arena, Nevada                     | Giữ đai The Ring hạng trung; Tranh đai WBA (Super), WBC, và IBF hạng trung                                                                  |
| 51 | Thắng   | 49–1–1     | Julio César Chávez Jr. | UD   | 12            | 6/5/2017   | T-Mobile Arena, Nevada                     | |
| 50 | Thắng   | 48–1–1     | Liam Smith             | KO   | 9 (12), 2:28  | 17/9/2016  | AT&T Stadium, Arlington, Texas             | Giành đai WBO hạng dưới trung |
| 49 | Thắng   | 47–1–1     | Amir Khan              | KO   | 6 (12), 2:37  | 7/5/2016   | T-Mobile Arena, Paradise, Nevada           | Giữ đai WBC, The Ring hạng trung |
| 48 | Thắng   | 46–1–1     | Miguel Cotto           | UD   | 12            | 21/12/2015 | Mandalay Bay Events Center, Nevada         | Giành đai The Ring, WBC hạng trung |
| 47 | Thắng   | 45–1–1     | James Kirkland         | KO   | 3 (12), 2:19  | 9/5/2015   | Minute Maid Park, Houston, Texas           | |
| 46 | Thắng   | 44–1–1     | Erislandy Lara         | SD   | 12            | 12/7/2014  | MGM Grand Garden Arena, Nevada             | |
| 45 | Thắng   | 43–1–1     | Alfredo Angulo         | TKO  | 10 (12), 0:44 | 8/3/2014   | MGM Grand Garden Arena, Nevada             | |
| 44 | Thua    | 42–1–1     | Floyd Mayweather Jr.   | MD   | 12            | 14/9/2013  | MGM Grand Garden Arena, Nevada             | Mất đai WBC, The Ring hạng dưới trung; Tranh đai WBA (Super) hạng dưới trung                                                                |
| 43 | Thắng   | 42–0–1     | Austin Trout           | UD   | 12            | 20/4/2013  | Alamodome, San Antonio, Texas              | Giữ đai WBC hạng dưới trung; Giành đai WBA (Unified), The Ring hạng dưới trung                                                              |
| 42 | Thắng   | 41–0–1     | Josesito López         | TKO  | 5 (12), 2:55  | 15/9/2012  | MGM Grand Garden Arena, Nevada             | Giữ đai WBC hạng dưới trung |
| 41 | Thắng   | 40–0–1     | Shane Mosley           | UD   | 12            | 5/5/2012   | MGM Grand Garden Arena, Nevada             | Giữ đai WBC hạng dưới trung |
| 40 | Thắng   | 39–0–1     | Kermit Cintrón         | TKO  | 5 (12), 2:53  | 26/11/2011 | Plaza de Toros                             | Giữ đai WBC hạng dưới trung |
| 39 | Thắng   | 38–0–1     | Alfonso Gómez          | TKO  | 6 (12), 2:36  | 17/9/2011  | Trung tâm Staples, Los Angeles             | Giữ đai WBC hạng dưới trung |
| 38 | Thắng   | 37–0–1     | Ryan Rhodes            | TKO  | 12 (12), 0:48 | 18/6/2011  | Arena VFG, Guadalajara                     | Giữ đai WBC hạng dưới trung |
| 37 | Thắng   | 36–0–1     | Matthew Hatton         | UD   | 12            | 5/3/2011   | Honda Center, Anaheim, California          | Giành đai WBC hạng dưới trung |
| 36 | Thắng   | 35–0–1     | Lovemore N'dou         | UD   | 12            | 4/12/2010  | Estadio Universitario Beto Ávila, Veracruz | Giữ đai WBC Silver hạng dưới trung |
| 35 | Thắng   | 34–0–1     | Carlos Baldomir        | KO   | 6 (10), 2:58  | 18/9/2010  | Trung tâm Staples, Los Angeles             | Giữ đai WBC Silver hạng dưới trung |
| 34 | Thắng   | 33–0–1     | Luciano Leonel Cuello  | TKO  | 6 (12), 1:23  | 10/6/2010  | Arena VFG, Guadalajara                     | Giành đai WBC Silver hạng dưới trung |
| 33 | Thắng   | 32–0–1     | José Cotto             | TKO  | 9 (10), 2:51  | 1/5/2010   | MGM Grand Garden Arena, Nevada             | |
| 32 | Thắng   | 31–0–1     | Brian Camechis         | KO   | 3 (12), 0:23  | 6/3/2010   | Palenque de la Feria, Tuxtla Gutiérrez     | Giữ đai WBC–NABF hạng bán trung |
| 31 | Thắng   | 30–0–1     | Lanardo Tyner          | UD   | 12            | 5/12/2009  | Tepic                                      | Giữ đai WBC–NABF hạng bán trung |
| 30 | Thắng   | 29–0–1     | Carlos Herrera         | TKO  | 1 (10), 2:46  | 15/9/2009  | Auditorio Siglo XXI, Puebla                | Giữ đai WBC Youth hạng bán trung |
| 29 | Thắng   | 28–0–1     | Marat Khuzeev          | KO   | 2 (10), 2:33  | 8/8/2009   | Auditorio Benito Juárez, Zapopan           | Giành đai WBC Youth hạng bán trung |
| 28 | Thắng   | 27–0–1     | Jefferson Gonçalo      | KO   | 9 (12), 1:54  | 6/6/2009   | Xcaret Park, Cancún                        | Giữ đai WBC Youth hạng bán trung |
| 27 | Thắng   | 26–0–1     | Michel Rosales         | TKO  | 10 (12), 2:53 | 11/4/2009  | Gimnasio Niños Héroes, Tepic               | Giữ đai WBC Youth hạng bán trung |
| 26 | Thắng   | 25–0–1     | Euri González          | TKO  | 11 (12), 1:36 | 21/2/2009  | Auditorio Benito Juárez, Zapopan           | Giành đai WBC–NABF hạng bán trung; Giành đai WBO Latino hạng bán trung                                                                      |
| 25 | Thắng   | 24–0–1     | Antonio Fitch          | TKO  | 1 (12), 1:52  | 17/1/2009  | Foro Scotiabank, Mexico City               | Giành đai WBC Youth hạng bán trung |
| 24 | Thắng   | 23–0–1     | Raúl Pinzón            | TKO  | 1 (12), 2:30  | 5/12/2008  | Miccosukee Resort & Gaming, Florida        | Giữ đai WBA Fedecentro hạng bán trung |
| 23 | Thắng   | 22–0–1     | Larry Mosley           | UD   | 10            | 24/10/2008 | Morongo Casino Resort & Spa                | |
| 22 | Thắng   | 21–0–1     | Carlos Adán Jerez      | UD   | 10            | 2/8/2008   | Auditorio Benito Juárez, Zapopan           | Giữ đai WBA Fedecentro hạng bán trung |
| 21 | Thắng   | 20–0–1     | Miguel Vázquez         | UD   | 10            | 28/6/2008  | Palenque Calle 2, Zapopan                  | |
| 20 | Thắng   | 19–0–1     | Francisco Villanueva   | SD   | 10            | 6/6/2008   | Tepic                                      | |
| 19 | Thắng   | 18–0–1     | Gabriel Martinez       | RTD  | 11 (12), 3:00 | 18/4/2008  | Ciudad Nezahualcóyotl                      | Giành đai WBA Fedecentro hạng bán trung |
| 18 | Thắng   | 17–0–1     | Francisco Villanueva   | TKO  | 9 (12), 2:32  | 14/3/2008  | Coliseo Olimpico de la UG, Guadalajara     | Giữ đai Jalisco hạng bán trung |
| 17 | Thắng   | 16–0–1     | Axel Rodrigo Solis     | KO   | 1 (8)         | 22/2/2008  | Ciudad Nezahualcóyotl                      | |
| 16 | Thắng   | 15–0–1     | Sean Holley            | TKO  | 2 (10)        | 15/12/2007 | Auditorio Benito Juarez, Guadalajara       | |
| 15 | Thắng   | 14–0–1     | Ricardo Cano           | UD   | 12            | 31/8/2007  | Coliseo Olímpico, Guadalajara              | Giành đai Jalisco hạng bán trung |
| 14 | Thắng   | 13–0–1     | Christian Solano       | UD   | 10            | 18/8/2007  | Arena Coliseo, Guadalajara                 | |
| 13 | Thắng   | 12–0–1     | Jesus Hernandez        | TKO  | 2 (10)        | 1/6/2008   | Casino de los Fresnos, Tepic               | |
| 12 | Thắng   | 11–0–1     | Víctor Marquez         | KO   | 4 (10), 1:48  | 19/5/2007  | Auditorio Benito Juarez, Guadalajara       | |
| 11 | Thắng   | 10–0–1     | Ivan Illescas          | KO   | 4 (10), 2:40  | 30/3/2007  | Arena-Casino Los Fresnos, Tepic            | |
| 10 | Thắng   | 9–0–1      | Javier Martinez        | TKO  | 8 (10)        | 2/3/2007   | Casino Los Fresnos, Tepic                  | |
| 9  | Thắng   | 8–0–1      | Daniel Martinez        | KO   | 2 (8)         | 8/12/2006  | Arena Jalisco, Guadalajara                 | |
| 8  | Thắng   | 7–0–1      | Francisco Villanueva   | KO   | 5 (6), 1:20   | 29/9/2006  | Tonalá                                     | |
| 7  | Thắng   | 6–0–1      | Cristian Hernandez     | KO   | 2 (6)         | 15/9/2006  | Guadalajara                                | |
| 6  | Thắng   | 5–0–1      | Juan Hernandez         | KO   | 2 (6)         | 21/6/2006  | Arena Coliseo, Guadalajara                 | |
| 5  | Hòa     | 4–0–1      | Jorge Juarez           | SD   | 4             | 17/6/2006  | Tijuana                                    | |
| 4  | Thắng   | 4–0        | Pedro Lopez            | KO   | 1 (4)         | 10/2/2006  | Men's Club, Guadalajara                    | |
| 3  | Thắng   | 3–0        | Miguel Vázquez         | SD   | 4             | 20/1/2006  | Guadalajara                                | |
| 2  | Thắng   | 2–0        | Pablo Alvarado         | KO   | 2 (4), 2:25   | 21/11/2005 | Arena Chololo Larios, Tonalá               | |
| 1  | Thắng   | 1–0        | Abraham Gonzalez       | TKO  | 4 (4), 0:18   | 29/10/2005 | Arena Chololo Larios, Tonalá               | |

## Doanh thu PPV
| Số | Ngày           | Trận                  | Tên gọi            | Vé bán    | Network  | Doanh thu (USD) |
| -- | -------------- | --------------------- | ------------------ | --------- | -------- | --------------- |
| 1  | 14/9/2013      | Mayweather v. Canelo  | The One            | 2.200.000 | Showtime | 150.000.000     |
| 2  | 8/3/2014       | Canelo v. Angulo      | Toe to Toe         | 350.000   | Showtime | 20.000.000      |
| 3  | 12/7/2014      | Canelo v. Lara        | Honor and Glory    | 325.000   | Showtime | 17.000.000      |
| 4  | 21/11/2015     | Cotto v. Canelo       | Cotto–Canelo       | 9000.000  | HBO      | 58.000.000      |
| 5  | 7/5/2016       | Canelo v. Khan        | Power vs. Speed    | 6000.000  | HBO      | 30.000.000      |
| 6  | 17/9/2016      | Canelo v. L. Smith    | Canelo–Smith       | 3000.000  | HBO      | 20.000.000      |
| 7  | 6/5/2017       | Canelo v. Chávez      | Civil War          | 1.000.000 | HBO      | 80.000.000      |
| 8  | 16/9/2017      | Canelo v. Golovkin    | Supremacy          | 1.300.000 | HBO      | 110.000.000     |
| 9  | 15/9/2018      | Canelo v. Golovkin II | Canelo–Golovkin II | 1.100.000 | HBO      | 120.000.000     |
| 10 | 6/11/2021      | Canelo v. Plant       | Road to Undisputed | —         | Showtime | —               |
|    | Tổng doanh thu | Tổng doanh thu        |                    | 8.075.000 |          | 605.000.000     |